# 푸셔 3
《푸셔 3》(Pusher 3)은 덴마크에서 제작된 니콜라스 윈딩 레픈 감독의 2005년 액션, 코미디, 드라마, 공포, 스릴러 영화이다. 즐라트코 부리치 등이 주연으로 출연하였고 헨릭 댄스트럽 등이 제작에 참여하였다.

## 출연

### 주연
- 즐라트코 부리치
- 마리넬라 데키크
- 슬라브코 라보빅

## 기타
- Line PD: 자니 앤더슨
- 미술: 라스무스 스젤레센